# Сільвія Гукс
Сільвія Гертруда Мартина Гукс (нід. Sylvia Gertrudis Martyna Hoeks, *1 червня 1983, Маргізе (нід. Maarheeze), Північний Брабант, Нідерланди) — голландська кіноакторка та модель. Крім рідної голландської мови, Сільвія Гукс розмовляє німецькою, французькою та англійською мовами.

## Біографія
Ще навчаючись у школі з 14 років почала їздити по Європі як модель. Після закінчення середньої школи вступила до Маастрихтської театральної академії.
З 2004 року почала зніматися на телебаченні та в кіно, виступати на театральній сцені. За гру у фільмі «Душка» (Duska, 2007) вона здобула нагороду «Золоте теля» (голландський еквівалент премії «Оскар») на щорічному Нідерландському кінофестивалі.
У 2011 році Сільвія була представлена на Берлінському міжнародному кінофестивалі (Берлінале), як «Падаюча зірка».
Міжнародну популярність здобула її роль Клер Ібетсон у фільмі «Найкраща пропозиція» (La migliore offerta, 2013) режисера Джузеппе Торнаторе, який мав значний касовий успіх. 

## Фільмографія
| Рік       |   | Українська назва                     | Оригінальна назва            | Роль                                |
| --------- | - | ------------------------------------ | ---------------------------- | ----------------------------------- |
| 2005—2009 | с | Вогняне озеро                        | Vuurzee                      | Соня Лооман (24 серії)              |
| 2005      | ф |                                      | Frankie                      | Руміна                              |
| 2006      | с | Жінки гоїв                           | Gooische Vrouwen             | Люсі (4 серії)                      |
| 2007      | ф | Душка                                | Duska                        | подруга Боба                        |
| 2008      | ф | Тірамісу                             | Tiramisu                     | Ванесса                             |
| 2009      | ф | The Storm                            | De Storm                     | Джулія                              |
| 2010      | ф | Tirza                                | Tirza                        | Тірза                               |
| 2010—2014 | с | Кровний родич                        | Bloedverwanten               | Антьє Цвагер (24 серії)             |
| 2011      | ф | Банда Осс                            | De Bende van Oss             | Йоганна ван Хіш                     |
| 2011—2015 | с | Подружня зрада                       | Overspel                     | Іріс ван Еркель-Хегаарде (32 серії) |
| 2012      | ф | Батьківські дні - Дідусь на одну ніч | Vatertage – Opa über Nacht   | Деббі                               |
| 2012      | ф | Дівчина і смерть                     | Het Meisje en de Dood        | Еліза                               |
| 2013      | ф | Найкраща пропозиція                  | La migliore offerta          | Клер Ібетсон                        |
| 2013      | ф | Bros Before Hos                      | Bros Before Hos              | Анна                                |
| 2016      | с | Берлінська резидентура               | Berlin Station               | Клаудія Гартнер (2 серії)           |
| 2017      | ф |                                      | Whatever Happens             | Ханна                               |
| 2017      | ф | Той, хто біжить по лезу 2049         | Blade Runner 2049            | Лав                                 |
| 2017      | ф | Шибайголови                          | Renegades                    | Лара Сіміч                          |
| 2018      | ф |                                      | All the Devil's Men          | Лі                                  |
| 2018      | ф | Дівчина у павутинні                  | The Girl in the Spider's Web | Каміла Саландер                     |
| 2019—2022 | с | Бачити                               | See                          | королева Кейн (24 серії)            |
| 2021      | ф |                                      | Plan A                       | Анна                                |
|           | ф |                                      | Seacole                      | Флоренс Найтінгейл                  |